# Kisspeptin
Kisspeptin (KISS1) är en peptid i celler som bland annat påverkar pubertetsstart och hämmar metastasering av viss cancer.
Genen för KISS1 finns på kromosom 6, lokaliserad på 1q32.1. Peptiden består av 145 aminosyror. Det upptäcktes först genom att genen 1996 visade sig hämma benägenheten att bilda metastaser vid melanom (hudcancer), dock utan att tillbakabilda själva tumören. 1997 kunde forskare visa att KISS1 har samma verkan vid 95% av bröstcancerfallen . Samma peptid visades 2005 öka vid rhesusapors pubertetsstart genom att aktivera gonadotropinfrisättande hormoner (GnRH). Det påverkar GnRH genom hypotalamus. KISS1 har följaktligen påverkan på den kvinnliga östrogencykeln och de manliga testosteronnivåerna, och det antas därför spela roll i HPG-axeln. En mutation på genen som kodar för peptiden korrelerar med hypogonadotrofisk hypogonadism. I hypotalamus regleras KISS1 av könshormoner.
Det är möjligt att fytoöstrogener påverkar KISS1, och att sådana störningar påverkar pubertetsstart, samt ökar risken för oregelbunden menstruation, för förändrade sexuella beteenden, ofrivillig barnlöshet, och metabolt syndrom. Dock kan dess påverkan på den reproduktiva funktionen också möjligen förklaras som ett samband mellan KISS1 och stress.